# シルバー仮面
『シルバー仮面』（シルバーかめん、Silver Kamen）は、宣弘社と日本現代企画の製作による特撮テレビ番組の題名、およびその劇中に登場する変身ヒーローの名称である。第11話より『シルバー仮面ジャイアント』に改題された。1971年11月28日から1972年5月21日まで、TBS系で毎週日曜19時00分 - 19時30分 (JST) のタケダアワーにて全26話が放送された。

## ストーリー
光子ロケットの設計者・春日博士は、設計図を狙うチグリス星人に殺害され、自宅を燃やされてしまう。そのさなか、春日博士の遺児たち5人からなる春日兄妹は父がロケットエンジンの設計図を何らかの方法で隠したことと、次男の光二にシルバー仮面に変身する能力（銀の力）を与えていたことを知る。
父の遺志を継いで光子ロケットを完成させることを決意した春日兄妹は、光子ロケットを奪取して自らの宇宙制覇に利用しようと画策する宇宙人や、人類の宇宙進出を脅威に感じて妨害しようと暗躍する宇宙人などのさまざまな敵と戦う一方、出会う人々の無理解や冷たい視線に耐えながら、父の協力者たちに会うために日本各地を旅する。
そんな春日兄妹の努力が実を結び、ついに光子ロケットは完成して宇宙へ飛び立つことになったが、その行先でサザン星人に襲撃され、ロケットは破壊されてしまう。その時、シルバー仮面はあふれ出た光子エネルギーを浴びてシルバー仮面ジャイアントへ進化し、サザン星人を倒した。こうして新たな力を得た春日兄妹は、父の愛弟子・津山博士と共に新たなロケット開発と、押し寄せる巨大宇宙人との戦いに情熱を燃やしてゆく。

## 概要
本作品は、特撮映像制作会社・日本現代企画の制作した初の特撮テレビドラマである。当初は等身大ヒーローものとしてスタートしたが、第11話から巨大ヒーローものに路線変更され、作品タイトルも『シルバー仮面ジャイアント』に改められた。
ストーリーは、「正義の目的を持ちながら世間から理解されず、冷たく迫害されながらも、父の遺した光子ロケットの完成を夢見て各地を放浪する春日兄妹の葛藤」という設定を前面に押し出し、TBSプロデューサー橋本洋二の意向で『逃亡者』の設定を参考にした、アダルトタッチのドラマ作りが行なわれている。事実、TBSも本作品のターゲットを小学校の高学年から中高生とコメントしていた。シルバー仮面のキャラクターも地味で、派手な光線技や肉体技もなく、全体的に重いトーンの作劇が行われた。
企画段階から参加した佐々木守は、「『ウルトラマン』を実相寺昭雄とやっている時、打ち合わせをしていて、宇宙人にしてみれば迷惑な話。勝手に地球から上がって、お前たち邪魔だってバンバン撃たれてね。地球人の方が侵略者じゃないかって言いながら作っていたんです。『シルバー仮面』をやれと言われた時にその時の話を持ってきたんですよ」と述懐している。また、春日兄妹の設定について「『ウルトラマン』の科学特捜隊をホームドラマの図式にはめ込んだもの」としており、宇宙人を一方的な敵として描かない展開は「『ウルトラマン』などを書いてきた“結果”」であると述べている。プロデューサーの橋本と親しかった市川森一や上原正三も招集され、脚本家の1人である市川森一は後年、本作品について「巨大な社会正義に押しつぶされそうになりつつも、懸命に生きる兄弟の姿を描きたかった」と語っている。橋本も「打倒ホーム・ドラマ」が企画意図にあったとし、リアルで硬質なドラマ作りが念頭に置かれていた。佐々木が左翼的な思想の人物であったことから、春日兄妹の描写を当時の学生活動家に重ね合わせたものと解釈する向きもある。但し、橋本は後年、佐々木はこの企画に乗り気ではないように感じたと述べている。

### 企画経緯
怪獣ブームが去った後に経営難となった円谷プロダクションから分かれた多数のスタッフによって日本現代企画が設立され、自前の撮影スタジオを所有し、新しい映像作品の製作を目指していた。
一方、前番組『ガッツジュン』が不振を受けて3クールで打ち切られることが決定し、TBSプロデューサーの橋本洋二と広告代理店宣弘社の小林利雄は急遽、次回作を企画する必要に迫られた。当時は社会現象となっていた「変身ブーム」のなか、実相寺昭雄監督を交え、新番組として本作品を企画。かつて「ウルトラシリーズ」が放映されていた、「タケダアワー」で放送されることとなった。宣弘社の小林は明るく楽しい番組を求めていたが、スケジュールが逼迫しており、上述の通り、佐々木の提案の企画がそのまま通ることになった。
スタッフは実相寺率いる「コダイグループ」が核となり、同グループの池谷仙克が宣弘社社長の小林によって招かれ、シルバー仮面と、すべての宇宙人のデザインを担当。企画当時のネーミングは『スペースQ』で、後に『21世紀鉄仮面』に改められたが、さすがに「大時代過ぎる」との意見で没となっている。『スペースQ』ではシャインマスク、『21世紀鉄仮面』では鉄仮面と呼ばれるヒーローが登場することになっていたが、この時点では上述の洋画ドラマ『逃亡者』の要素は入っておらず、『未来科学シリーズ　（仮題）故郷は地球』の企画書で初めて採用された。5人兄妹という設定は、クランクインが迫った中での選考では『逃亡者』のように1人でこなす力量のある俳優が望めないのではないかとの考えから採用された。
主演の春日光二役となる柴俊夫は、所属事務所の社員が懇意にしていた小林に紹介し、彼から監督の田村正蔵を介して橋本と顔合わせし、起用された。橋本は、当時「柴本」だった彼の芸名を、この番組で「柴俊夫」と改名させている。当時の柴は俳優業よりモデル業がメインだったが、橋本はこの起用によって、すでに決定していた春日兄妹の配役を柴のイメージに合わせようと改めてオーディションを行い、松尾ジーナ以外を配役し直す入れ込みようだった。しかし、この再配役は後述するように、クランクインを大幅に遅らせることとなった。篠田三郎は、『ガッツジュン』に出演していた縁で橋本に起用された。
脚本家の市川森一による初期プロット『大仮面』では、「四次元」や「超獣」といった単語が使われており、これらの要素は市川がメインライターを務めた『ウルトラマンA』へ引き継がれた。同じく市川による別プロット『白銀仮面』では、後半に登場するサソリンガやインバス星人に類似した怪獣が描写されていた。

### 異例ずくめの第1話
前述したように、柴と松尾以外のキャスティングの決定が遅れたこともあって、クランクインは11月4日にずれ込んでしまった。さらに裏番組には、原作者の許可が得られず制作中止となった『長くつ下のピッピ』のピンチヒッターとして円谷プロダクションの特撮番組『ミラーマン』が放送されることになり、TBSは前番組『ガッツジュン』を予定より1週早く打ち切り、初回放映が12月5日から11月28日に繰り上げられた。
このため、第1話は異例の短期間での制作を余儀なくされた。そんな中、劇中クライマックスのチグリス星人の炎上シーンが先行撮影されたが、着込んだ着ぐるみに火薬を仕込んで撮影した際に火が内部へ燃え移り、着ぐるみの下半身の半分以上が燃えて溶けてしまった。この結果、チグリス星人の着ぐるみは使い物にならなくなってしまい、焼け残りが死骸の描写に使われたものの、その後のチグリス星人の描写は顔のアップだけで処理し、春日兄妹がスペクトルグラスでチグリス星人の正体を見破るシーンも暗いものとなってしまった。第1話の画面の暗さは、これをごまかすために仕方なく採られた処置だった。
第1話の試写会では、冒頭の暗さなどに、普段は滅多に文句をつけない宣弘社の小林利雄が「大丈夫かな？」と首を傾げるほど、関係者の多くが懸念を抱いたという。
一方、監督の実相寺や春日光三役の篠田三郎は試写会では好評であったと証言しており、宣弘社大阪支社に在籍していた佐多直文も、スポンサーの武田薬品から特にクレームはなかったと述べており、宣弘社営業部に在籍していた渡辺邦彦は、多くの関係者が作品に難色を示す中で、宣弘社営業部長の大本勝義だけが「画期的だ」と絶賛して放送に至ったと述べている。
この第1話はタイトルが出るまで実に6分強ものプロローグが入るという異例の構成になっており、その後も予告編のテロップミスなどが生じてしまっている。しかし、実相寺は異例づくめの第1話の映像に対して強いこだわりを持ち、本放送時にTBSの調整室に出向き、放映画像の輝度を明るく調整しないよう指示していた。一方、あまりにも暗すぎた映像となったため、実相寺本人が輝度を明るくするよう調整指示して放映した、という逆の証言もある。
第1話・第2話を監督した実相寺の演出は、番組のスポンサーや局の上層部にはシュールと受け取られ、主人公たちが逃走中にも関わらず、食事の場面ではホームドラマさながらに食卓を囲んだり、チグリス星人が設計図を撒き散らしながら逃走する場面には異議を唱えて激怒したという。実相寺はこの第1話・第2話を監督した後は制作に参加していないが、その理由についてはTBSが若手スタッフを育てようという方針であったことと、ウルトラシリーズと異なり連続性のあるストーリーであったことから途中復帰が難しかったことを挙げており、自身から降板を希望したわけではないとしている。擬斗の高倉英二も実相寺の降板は本人の意志ではなく、視聴率が取れなかったことによるプロデューサーらの判断であったと推測している。

### 『ミラーマン』との視聴率競争
本作品は、放映開始時から裏番組として同じ特撮ヒーロー番組である円谷プロダクションの『ミラーマン』（フジテレビ）との視聴率競争が意図されていた作品である。『ミラーマン』の放送は急遽決定したものであったが、結果として円谷プロと同社を離れたスタッフによる同門対決となった。奇しくも主役の春日光二を演じた柴俊夫は、『ミラーマン』のパイロット版でも主役を演じており、『ミラーマン』の主演の石田信之も『シルバー仮面』の主役へのオファーがあったと述べている。
『ミラーマン』に先行した第1話は14.6%の視聴率を獲得したものの、『ミラーマン』の放送開始日である第2話からは、20%台を記録する同作に対して本作品は1桁台となり、視聴率は常に苦戦を強いられた。また、重いドラマ作りに加え、等身大で暗躍する宇宙人に代表される怪奇要素やストーリーの暗さ、異色の演出描写が､ターゲット層である児童層からの支持を受けにくいものとなってしまったことが視聴率的苦戦の一因とされている。第9話「見知らぬ町に追われて」の回は予告編からショッキングな映像を中心に構成し、結果的に全26話の中で最低の視聴率3.8%を記録している。
こうして、高いストーリー性を持ち込んだ本作品のドラマ作りは視聴率的な苦戦を呼んだため、第11話から大胆な軌道修正が行われた。TBSおよび宣弘社は第3話・第4話の視聴率を見て、第6話の制作と並行して路線変更に乗り出した。

### 巨大化ヒーローへの設定変更
かくして等身大ヒーロー番組だった『シルバー仮面』は、第11話から『シルバー仮面ジャイアント』と改題され、巨大化ヒーロー番組として設定の多くが修正・変更されることとなる。第11話から第13話は、宣弘社作品常連の田村正蔵が監督を務めた。
それまでの基本設定だった春日兄妹の放浪と設計図探しは、第10話で春日博士がすでに完成させていた光子ロケットのエンジンが発見され、設計図をめぐる秘密は春日博士が兄妹たちに与えた試練だったという形で終了する。そして、主人公のシルバー仮面は第11話で大破した光子ロケットのエネルギーを浴びて巨大化し、以後は巨大ヒーローとして活躍する。また、ドラマ面では、人間ドラマの部分が希薄になることを恐れた橋本洋二の意向で、岸田森演ずる春日兄妹の理解者・津山博士を登場させ、春日兄妹は博士の研究所に勤務し、光子ロケットの開発および侵略宇宙人との戦いを続けることになる。巨大化したあとでも、人類の宇宙開発への批判をおこなった話（第18話、第19話など）もあり、SF色の濃いハードなドラマづくりが行われた。津山博士の娘・リカは、退場した春日はるかに近い位置づけとなり、ひとみと光三の持つ保護者的なキャラクターは後半も活かされ続けた。
オープニングも変更が加えられ、アバンタイトルの映像が春日光二の変身シーンに、主題歌の歌詞が1番から3番に、スタッフとキャストのテロップが横書きから縦書きになった。
この「ジャイアント編」は、当時の「怪獣・変身ブーム」の追い風もあって視聴率も上昇。第2話から10話の平均視聴率が6.0%だったのに対し、第11話から第26話の平均視聴率は8.8%である。第16話から第18話まで3週連続で10%超えを果たした。また、テコ入れ初回の第11話から『ミラーマン』の視聴率を常時20%割れの状態に追い込んだ。
「ジャイアント編」以降、美術の池谷仙克と大木淳を除くコダイグループのほとんどの人員が本作品から離れており、演出面は宣弘社がサポートすることとなった。池谷は、ジャイアント編では本編班と特撮班の2班体制となり、円谷プロダクション時代のノウハウを活かせたので楽になったと述べている。等身大時代は毎回シルバー仮面と宇宙人とが等身大で格闘するためのセットを組んでいたため予算や時間で苦労していたという。一方で、池谷は等身大時代の方が思い入れが強かったことも語っている。
特撮シーンには、映画『怪獣総進撃』の未使用カットなどが流用されている。

### 評価
番組は当初予定されていた全26話で終了。再放送の機会も少なく、長年にわたって幻のヒーロー的に扱われた向きもある。
製作の宣弘社でも、社内では「大人の鑑賞に耐える作品だ」という声はあったものの、社長である小林利雄は「これがカッコいいのか？」と不安であったと述懐している。実際、本作品をバンコクに輸出した際、第1話を見た視聴者から「画面が暗すぎる」とクレームが殺到するなど放送当時の評価は高いものではなかった。
その後、映像ソフトが数度に渡って発売されるなど、視聴できる環境が恵まれてきたことにより、放送当時は児童だった視聴者が「大人になって見返しても面白い作品」として評価を受けている。
企画に携わった橋本洋二・佐々木守・実相寺昭雄の3人は、本作品について後年のインタビューでそれぞれに反省の弁と互いへの謝罪を述べている。実相寺は自身が監督した2本について「失敗作」と評しており、さまざまな媒体で本作品を例に挙げ、「発端を手掛けた私が駄目だった」「自分の作風はテレビシリーズの第1話には向いていない」という発言をしている。橋本は3人とも多忙であったために協力体制を作りきれず、胸を張れるような立ち上がりではなかったといい、後年の再評価は「実相寺の力があったから」と述べており、別のインタビューでは、「自分を含めて佐々木も実相寺も未消化のまま番組を進めたため、未だにファンが映像ソフトを購入してまで見ようとしてくれるのはありがたいが、どうしてファンが多いのかわからない」と述べている。佐々木は自身の脚本について「消化不良」であったと評し、実相寺の演出については「脚本のイメージを汲んで、作品にマッチしたリアルな画面創りを目指していた」と評している。
実相寺は自著の中で個別に本作に触れ、「制作会議の席上から太い芯が見つからなかった。ドラマを優先させるのか、超人レスリングを優先させるのか……。佐々木の脚本も、企画のぐらつきを反映していつもの冴えがなかったように思える。それは私の演出にも影響してしまった」と綴り、怪獣モノをATG映画の感覚で撮ってしまった奇妙なモノと評して、大失敗であると明言している。
実業家の井上伸一郎は、70年代の空気感を反映して、安保世代や全共闘世代の闘争失敗を総括したヒーロー物であるとして、「戦っても何も解決しないし、ヒーロー物としてスカッとしない。何でこんなの作っちゃったんだろう。完全な暴投ですよね」とコメントした上で、評価されずに疎まれる感覚が堪らなく良いと評価している。

## シルバー仮面
父・春日勝一郎博士によって改造人間となった春日光二が変身する。改造の経緯は明らかになっていない。この変身能力は劇中では「シルバーの力」または「銀の力」と呼ばれている。右拳を左掌に当て、「アタック！」と叫んで変身する。
タンクローリーを素手で動かすほどの怪力を誇るが基本スペックなどは不明であり、劇中でも一切語られない。劇中で確認できる限りでは、特殊能力を使用する時やその力をフルに発揮する時に目がごく一瞬発光するものの、特に光線技や飛行能力を見せることもなく力任せな戦い方がほとんどである。また、宇宙人へのとどめも、敵自身の火炎放射を利用して自滅させる、光一とひとみの銃で倒す、松明で焼き殺す、交通事故に巻き込む、崖から投げ捨てる、敵の爆弾を投げ返すなど、特に一定してはおらず、シルバー仮面が自力で倒すケースも少ない。主題歌の歌詞に存在する「シルバーキック」は、ピューマ星人とゴルゴン星人を倒してはいるものの、映像では特に必殺技として描写されているわけではない。また、ほんの数話だが春日兄弟と短い会話をするシーンがあるものの、戦闘時における気合いの掛け声を含め言葉は発しない。
シルバー仮面ジャイアントが登場した後、こちらの姿は登場しない。
デザイン・造形
篠田三郎は「シルバー仮面のデザインは、もしかしたら変身ヒーローの中で一番いいかも知れない」と絶賛した。その理由として「きれいというか、端正な顔立ちで、物静かな洗練されたイメージを持っていたんです」と述べている。
池谷は、「フランスの鉄仮面伝説のイメージからこれをデザインした」と語っている。この鉄仮面という意匠は、もともとは小林利雄のイメージだったという。「口元が覗く」というデザインは、「ウルトラマンの口が動く当初の設定が排除されたこと」への対抗意識があったそうである。また、スーツには外国製の銀糸ラメ入りのジャンプスーツが使われた。上に着用するボディースーツには鹿革を使用している。
デザインの初期案では赤いラインが入っていた。
目は基本的に発光しておらず、前述の発光シーンの表現はフラッシュバルブを使用して行なわれた。マスク、スーツ共に制作はヒルマモデルクラフトが担当。同社代表の比留間伸志によれば、フラッシュバルブの仕掛けに苦労した結果、片目にしか仕込めず、発光描写は顔の片側からの撮影でごまかしたという。
アクション
擬斗の高倉英二は、シルバー仮面の得意技などの設定はなかったため、肉体を駆使したアクションのみを感性でやることを考えた。
スーツアクターは、若駒冒険グループより久保田鉄男・加藤寿・小坂生男の3名が担当。崖を転がり落ちるなどのタフな演技を求められる回では、筋肉質でパワーのある久保田、バク転やトンボを切るなど、派手なアクションを求められる回では空中感覚に優れた加藤、キレの良いアクションを見せる回では空手の上手な小坂というふうに、高倉の采配によって振り分けられていた。
なお、2009年にホームドラマチャンネルでの放送を記念した柴へのインタビューによれば、彼もアクションを1回どこかで撮ったそうであるがうまくいかず、特撮に本編の撮影時間を食われることもあり、変身シーンを除いて結局はなくなったという。

### シルバー仮面ジャイアント
第11話から登場。シルバー仮面が、サザン星人に破壊された光子ロケットの光子エンジンから漏れた光子エネルギーを浴び、巨大化した姿。カラーリングだけでなく、等身大時は素肌が露出していた口の部分も、口唇をかたどったマスクに覆われているなどの変化が生じている。また、光二の変身ポーズも変化しており、両手を左右に広げてから降ろして「シルバー！」と叫び、前方宙返りすることで変身する。
等身大時とは比較にならないほどのさまざまな武器や超能力を持ち、飛行も可能となった。目に録画可能なカメラアイを備えている。至近距離での核ミサイルの爆発にも動じない強靭な肉体を持つ（第23話）。
挿入歌「戦え！ シルバー仮面」の歌詞には、太陽が「シルバー仮面のエネルギー」というくだりが存在するが、設定では体内に春日式原子炉を持つとされている。また、光子ロケットとの関連からシルバー仮面も同様に光子をエネルギーとしていることがうかがえる。
その活動や正体は春日ファミリー以外にも、ある程度は一般に周知されているようで、第23話ではシルバー仮面ジャイアントがフンドー星人の攻撃から両親を守れなかったことで、光二が少年に詰め寄られるシーンがあった。
第20話での光三の台詞によれば、変身後は光二の体内に内蔵されたコンピュータの意識が優先するようである。
デザイン・造形
マスクの造形はヒルマモデルクラフトによる。顔の全面をマスクで覆い、赤を配したデザインに変わった。池谷仙克は、「赤を使って欲しい」という要望だったと述べており、ジャイアントのデザインについて「個人的には好き」だと語っている。第11話でのマスクは顎が長かったが、その後に修正されている。
スーツの素材はウェットスーツになった。擬斗の高倉英二は、筋肉質な俳優が着るとフィットしないため、スタイルの良い加藤寿を中心にしたと述べている。また、高倉は目に電飾を仕込んでいるために中でハレーションを起こしてしまったうえ、目の位置も動いているうちにずれてしまうなど、視界が悪かったことを証言している。
アクション
アクションの方向性は等身大時代と変わらなかったが、スーツ内が暑くなるために長時間は動けず、細かいカット割りが行われるようになった。
ジャイアント編では敵怪獣の造形が大型化していき、動きが制限されるため、光線技など遠距離での攻撃が増えた。得物を使ったアクションも増えたが、高倉はマスク内からでは得物が近景に来るため、敵が見えにくくなってしまい、大変であったと証言している。

#### シルバー仮面ジャイアントの能力・武器
シルバーサーベル
ベルトから取り出す剣。投擲して使うことも多い。第11、13、15、19、21、22、24話と、頻繁に使用された。形状や動作からフェンシングが用いられているようである。
シルバービュート
ベルトから取り出す、二又の鞭。振り回して炎を消したり、敵を捕らえて電流を流すことも可能。サザン星人が発生させた火災を消し、ノーマン星人に電流でダメージを与えたほか、フンドー星人2号の鎖分銅に対抗した。第24話ではベム5号の救助に使用された。
シルバー手裏剣
ベルトから取り出す手裏剣。第11、13、15話で使用したほか、第17話ではモーク星人に視力を奪われた状態で、音と風で敵の位置を掴んで手裏剣を3発放つシルバーめくら手裏剣で勝利した。
シルバー光線
頭の突起から放つ、細い青色光線。サザン星人やバーナー星人を倒した。インバス星人にも使用された。回によっては、シルバービームとも呼称されている。
空間移動
異空間を走りぬけ、離れた場所へ即座に駆けつける。第11、12、22話で使用された。
シルバージャック
額から飛び出すジャックナイフ。第13話で初使用。これでサソリンガにダメージを与えたうえ、担ぎ上げて投げ飛ばし、倒している。その後も第16（この回のみ呼称している）、17、19、21、24話で使用されるなど、シルバーサーベルに次いで使用頻度が高かった。
バーナー
短い棒状の火炎放射器。先端から火炎を噴き出すが、射程は短い。ノーマン星人戦で使用したが、弾き飛ばされてしまった。
エネルギー放射
全身を赤く光らせ、凍りついた体を溶かす。ノーマン星人の吹雪で凍った体の氷を溶かした。
発火能力
目を赤く2度光らせて、敵を炎上させる。詳しい原理は不明。ノーマン星人を倒した。
雨雲召喚
右手を天にかざし、雨雲を呼び寄せる。雨でボルト星人の動きを鈍らせたほか、突き刺したシルバーサーベルに稲妻を落として敵を爆死させる技も存在する。
シルバーライナー
技名を叫び、敵の頭を掴んで何度も振り回し、投げ飛ばす。モーク星人との戦いで使用するも、飛行能力でのUターンから反撃された。
シルバーロープ
ベルトから取り出すロープ。途中で三又に分かれており、それぞれの先端に小さなトゲ鉄球が付いている。ヤマシロを拘束した。
シルバーハンマー
ピン状のロケット弾と柄の長いハンマーを出し、ロケット弾を宙に浮かばせ、ハンマーで殴って敵にぶつける。空中のエマー星人を倒した。
還元光線
頭の突起から放つ、怪物にされた人間を元に戻す光線。エマー星人によって怪獣ヤマシロにされた山城キャプテンを、元に戻した。
シルバー旋風斬り
ベルトから取り出した鎖分銅とシルバージャックを合体させた鎖鎌を使用した技。すれ違いざまに2回斬りつけてから、鎌を敵の頭に投げつけてとどめを刺す。ギラスモンを真っ二つにして倒した。
シルバー念力
第20話ではインバス星人に破壊されたダムの水の流れを逆流させた。第25話ではアクリオン星人の吐くアクリオン放射能を押し戻した。
シルバーバリア
透明で板状のバリア。決壊したダムを修復した。
シルバーランス
ベルトから取り出す、長い三叉槍。インバス星人戦で使用したが、あまり効果がなかった。
シルバーミサイル
両腕を交差させてからベルトのバックルから放つ、2発のミサイル。エネルギーを吸収するインバス星人に対し、シルバー光線とベム5号のミサイルのエネルギーを吸収させてエネルギー飽和状態にしてから、これを使用して倒した。
シルバーシールド
両手を交差させて前方に出現させる、円形の大きな盾。ガイン星人戦で使用され、盾で敵の矢を弾いてから、弾いた矢を超能力で遠隔操作して敵に命中させるシルバーアロー返しを腹に命中させて倒した。
ミサイルキック
ベルトから鉄球形爆弾を取り出し、それを蹴り飛ばして敵に命中させる。飛行して逃げるゾール星人を倒した。
シルバーアックス
ベルトから取り出す、柄が長く刃が小さい斧。フンドー星人1号、2号の首を切断して倒した。文献では「シルバーアックス」となっているが、プロップの形状はハルバードに近い。
口輪
敵に投げつけて、口を塞ぐ輪。アクリオン星人の吐くアクリオン放射能を封じるために使用された。
シルバードリル
上半身にかぶせるように出現させ、そのまま頭から敵に突進するように使用する巨大ドリル。アクリオン星人にダメージを与えた。
シルバーレインボー
頭から放つオレンジ色の光線。アクリオン星人を倒した。シルバー光線と似たような技だが、発射ポーズは異なる。
シルバーリング
大小2つのリングを敵に投げつける。敵に頭からはまって2つのリングが4つに分裂し、黄色の光輪を発して敵を砕く。ワイリー星人を倒した。

## 主な登場人物

### 春日兄妹
宇宙の平和的開発のために光子ロケットを開発した科学者・春日勝一郎博士の子供たち。宇宙人に殺された父の研究を引き継いでロケットを完成させ、地球を宇宙人の手から守るのが悲願である。光子ロケットエンジンの設計図は父によって5人の身体に残されているらしいが、それを見る方法が不明であるため、その方法を見つけることがロケット完成への大きな一助になると思い、父の知り合いを訪ねて旅を続けた。実際、ひとみ、光三、はるかの身体に方程式や設計図の一部が何かの拍子で浮き上がる描写があるが、実は光子ロケットエンジンはすでに完成しており、その隠し扉を開くにははるか以外の兄妹が全員いなければ不可能だった。
春日 光二
次男、23歳。本編の主人公。5人の中で一番体力があり、そのために父に改造され、シルバー仮面に変身する能力を得た。性格は穏やかであり、後に出会うこととなるリカに懐かれるなど、子供に好かれる一面を持つ。スキーが趣味である。
春日 光一
長男、26歳。父の意思と研究を引き継いだ、優秀なロケット工学者である。父から白光銃を与えられている。どんな状況下でも、冷静な判断力を失わない。弟妹たちに対して時には厳しく接し、時には優しく見守るなど、彼らを大事に思う人情的な一面がある。
春日 ひとみ
長女、21歳。設定では大学医学部に籍を置く女医の卵。母親代わりとして兄弟妹の面倒を見ており、後に光二とともにリカの面倒も見ることになる。父から赤光銃を与えられている。レーダーを開発した秋山という婚約者がいる。最終話でベム5号に乗る予定だったが、「レーダー監視の役割を誰がするんだ？」と「婚約者を置き去りにするのか？」という光一の説得を受けて唯一地球に残り、ベム5号のレーダー観測をしながら兄たちを見送った。
春日 光三
三男、20歳。設定では大学生。猪突猛進な熱血漢で、たびたび無茶しては窮地を招く。空手とナイフ投げが得意。宇宙人に殺された父を尊敬するあまり、すべての宇宙人を敵と見なして激しく憎んでいる。父から人間に化けた宇宙人を見分けるスペクトルグラスを与えられているが、巨大宇宙人が登場するようになった第11話以降は使用しなくなった。
春日 はるか
末娘、18歳。春日兄妹のうち、唯一血液型がO型である（他はA型）。特に対宇宙人用の装備は与えられておらず、体力的にも精神的にも弱い少女。その打たれ弱さは逃避行を続けるうちに深刻化し、わずかな期間で心身共に限界を迎えた。結局、光一の配慮で大阪東南大学の阿部博士のもとに身を寄せることとなり、第8話を最後に登場しなくなったが、その旨は第9話で春日兄妹を殺人犯と見なして追っている刑事の台詞や第10話の冒頭ナレーションでしか語られず、詳しい説明もなかった。
- 第10話・第11話では未出演だが、名前がクレジットされている。

### その他
春日 勝一郎
春日兄妹の父で、ロケット工学の権威。高性能ロケット・光子ロケットを発明したが、それを奪おうとする宇宙人たちの存在を知り、エンジン部分を我が子たちも知らない別の場所に隠した後、設計図を狙うチグリス星人に殺害された。
生前から宇宙人の脅威を訴えていたようだが、世間からはまったく理解されないばかりか狂人扱いされたらしく、第1話の冒頭では春日宇宙研究所の看板の春の部分に「冬」、宇宙の部分に「キチガイ」と落書きされていた。
大原 道男
春日博士の弟で、兄妹からは「叔父さん」と呼ばれている。武器商人。
身勝手な性格で、金になりそうな光子ロケットの秘密を知りたがっているうえ、宇宙人に兄妹たちを売るような行為に出ることもあったため、兄妹（特に光三）からは嫌われている。その一方、明るく世話焼きな一面も持っており、兄妹を助けることもあった。
自宅は2度描写されているが、それぞれ異なる邸宅が撮影されている。夫人と息子の紀久男以外に娘が1人いる。
大原 紀久男
第25話・第26話に登場。道男の息子。最終話でベム5号の乗組員となって宇宙へ旅立つ。
津山博士
第11話から登場。津山宇宙科学研究所（略称：SSI）の所長で、春日博士の教え子。消息を絶った探査機の捜索を春日兄妹に依頼したことがきっかけで、活動拠点を与えるとともに彼らを研究所の職員として迎え入れるなど、良き理解者でもある。
津山 リカ
第11話から登場。津山博士の娘。ませており、大人びた発言をすることもある。光二を兄のように慕っており、彼に付いていくこともある。最終話ではその一心からベム5号の乗組員となり、光二と共に宇宙へ旅立つ。

## 光子ロケット
春日勝一郎博士が宇宙の平和的開発のために開発した、高性能ロケット。2基のエンジンによって動く。春日兄妹の体に隠されたエンジンの設計図がなくては完成しないと思われていたが、実は完成済みだったエンジンは第10話で春日兄妹に発見され、第11話で試験飛行が行われたが、サザン星人に破壊される。この時、エンジンから漏れた光子エネルギーを浴びたことによって、シルバー仮面はシルバー仮面ジャイアントとなった。
- デザインは実相寺昭雄のアイデアを元に山口修が手がけた[80][56]。

### ベム5号
2号から4号の試作型を経て津山博士の協力のもと、春日光一が設計開発した超光子ロケット。第20話で初登場。形状は第10話と第11話に登場した光子ロケットと同じだが、ミサイル、レーザー砲、捕獲用の鎖を装備。主にシルバー仮面の援護に使用されていた。最終話でアンドロメダ星と友好を結ぶために、太陽熱をエネルギーとして半永久的に飛行可能な補助装置を搭載され、光一・光二・光三・リカ・紀久男・アンドロメダ星人の赤ん坊・リンを乗せて、30年間の旅に出発した。リカと紀久男を乗せたのは地球に帰るころには光一たちが年老いてしまうため、帰る時の操縦員の役目を担ってもらうという理由からだった。到着予定は2001年。

## スタッフ
- プロデューサー：橋本洋二（TBS） 、小林利雄（宣弘社）
- 音楽：日暮雅信
- 撮影：中堀正夫、小川大次郎
- 美術：池谷仙克、桜井克彦、山口修
- 照明：小林哲也、松丸善明
- 助監督：中西源四郎
- 編集：浦岡編集室、小出良介
- 記録：鈴木徳子、知久さとみ
- 撮影助手：大根田和美
- 制作進行：小迫進
- 制作担当：安木良信
- 視覚効果：日本エフェクトセンター
- 録音：東京スタジオセンター
- 音響効果：小森護雄
- 製作協力：コダイグループ（ - 第10話）、日本現代企画
- 現像：東京現像所
- 擬闘：高倉英二
- 監督補（第1 - 6話）、特技監督（第11話 - ）：大木淳
- 特撮
  - 撮影：鈴木健二
  - 照明：小林哲也
  - 助監督：下村善二
  - 美術：池谷仙克
  - 美術助手：山口修（メカ類担当）
  - 特殊効果：平鍋功
  - 撮影助手：房前満男
  - 記録：桧垣久恵
  - 制作進行：鈴木道朗
- 製作：TBS、宣弘社

## キャスト
- 春日光二：柴俊夫
- 春日光一：亀石征一郎
- 春日ひとみ：夏純子
- 春日光三：篠田三郎
- 春日はるか：松尾ジーナ（第1 - 8話）
- 津山リカ：北村佳子（第11 - 26話）
- 大原道男：玉川伊佐男（第1 - 3、5、7、9 -13、16、17、19 - 26話）
- 津山博士：岸田森（第11 - 20、22 - 26話）
- シルバー仮面：久保田鉄男（第1、2話）、加藤寿（第3 - 6、11 - 26話）、小坂生男（第7 - 11話）
- ナレーター：森山周一郎

### ゲスト出演
以下は「シルバー仮面 シルバー仮面ジャイアント 全GUEST CHARACTER FILE」より。
- 下村博士[注釈 21]：村上冬樹（第1話）
- チグリス星人・人間態：田村保、和田周（第1話）
- 津島博士：中原成男（第2話）
- キルギス星人・人間態および声：岡村春彦（第2話）
- 村の駐在：奥村公延（第2話）
- 村の若者：佐藤輝昭（第2話）
- 村人：ナンセンストリオ（第2話）
- 福本博士：片山滉（第3話）
- 春日博士の声：八奈見乗児[65]（第3話）
- 湯浅博士：伊豆肇（第4話）
- 湯浅京子：高橋ゆかり（第4話）
- 湯浅静江：佐々木すみ江（第4話）
- 三浦文吾：東野孝彦（第5話）
- 田所教授：細川俊夫（第5話）
- 南条隼人：佐々木功（第6話）
- 南条綾：南沙織[注釈 22]（第6話）
- キマイラ星人・人間態：伊川東吾、村松克巳、朝比奈尚行（第7話）
- 川上徹：清水綋治（第8話）
- 川上マリ：沢久美子（第8話）
- 遠山博士：小松方正（第9話）
- 鬼頭警部：竜崎勝（第9話）
- 谷刑事：大久保正信（第9話）
- 刑事：丸山詠二（第9話）
- 警官：増岡弘（第9話）
- タイタン星人・人間態：上野堯、藤沢陽二郎、荒川鉄男（第10話）
- 佐野明子：西恵子（第12、13話）
- 黒田：鴨田喜由（第12、13話）
- 徳平：笹川恵三（第12、13話）
- 山部アヤ子：関かおり（第14話）
- 支配人：中原弘二（第14話）
- 老婆：本間文子（第14話）
- 忠二：矢崎知紀（第15話）
- 父親：陶隆（第15話）
- 母親：辻伊万里（第15話）
- 和尚：野口元夫（第15話）
- 村人：大村千吉、友野多介（第15話）
- 警官：榛名潤一（第15話）
- 山城五郎：高野浩幸（第18話）
- 五郎の父：川崎桂（第18話）
- 鳥島博士：嵯峨善兵（第19話）
- 黒木：伊海田弘（第19話）
- 赤松：吉水慶（第19話）
- 白井：浜口尚史（第19話）
- 先生：山口千枝（第20話）
- テレサ：テレサ野田（第21話）
- 防衛庁長官：曽根秀介（第22話）
- チタン星基地隊長：田中康郎（第22話）
- 少年：塩谷翼（第23話）
- 秋山浩：池田駿介（第24、26話）
- 大原紀久男：斎藤信也（第25、26話）
- 大原夫人：藤城尚子（第25、26話）
- アンドロメダ星人 ドリイ：柴田美保子（第26話）

## 主題歌
オープニングテーマ「故郷は地球」
作詞：佐々木守 / 作曲：猪俣公章 / 歌：柴俊夫、ハニー・ナイツ
第1話から第10話までは1番の歌詞、第11話から最終話までは3番の歌詞が使用された。
第11話より歌詞テロップが表示されるようになった。
第9話 - 第14話、第18話、最終話では挿入歌として使用された。
挿入歌「戦え！ シルバー仮面」（第23話、第25話、最終話）
作詞：上原正三 / 作曲：猪俣公章 / 歌：ハニー・ナイツ
第6話では南沙織の「潮風のメロディ」が挿入歌として使用された。

## 放映リスト
| 話数 | サブタイトル                   | 登場宇宙人・怪獣                                                  | 脚本       | 監督       | 特技監督 | 放送日          | 視聴率 |
| ---- | ------------------------------ | ----------------------------------------------------------------- | ---------- | ---------- | -------- | --------------- | ------ |
| 1    | ふるさとは地球                 | チグリス星人（演：戸知章二）                                      | 佐々木守   | 実相寺昭雄 | -        | 1971年 11月28日 | 14.6%  |
| 2    | 地球人は宇宙の敵               | キルギス星人（演：甲斐武）                                        | 佐々木守   | 実相寺昭雄 | -        | 12月5日         | 6.2%   |
| 3    | 父は炎の中に                   | シャイン星人（演：石橋律、声：矢田耕司）                          | 上原正三   | 山際永三   | -        | 12月12日        | 6.1%   |
| 4    | はてしなき旅                   | ピューマ星人（演：甲斐武、声：辻村真人）                          | 市川森一   | 山際永三   | -        | 12月19日        | 5.9%   |
| 5    | 明日のひとみは…                | ジュリー星人（演：久保田鉄男）                                    | 市川森一   | 樋口弘美   | -        | 12月26日        | 6.1%   |
| 6    | さすらいびとの荒野             | ゴルゴン星人（演：戸知章二、井口義亨、声：飯塚昭三）              | 上原正三   | 樋口弘美   | -        | 1972年 1月2日   | 9.4%   |
| 7    | 青春の輝き                     | キマイラ星人（演：井口義亨）                                      | 上原正三   | 大木淳     | -        | 1月9日          | 6.8%   |
| 8    | 冷血星人の呼び声               | ソロモン星人（演：黒田英彦、田村明彦）                            | 石堂淑朗   | 大木淳     | -        | 1月16日         | 4.4%   |
| 9    | 見知らぬ町に追われて           | ドミノ星人（演：久保田鉄男）                                      | 市川森一   | 佐藤静夫   | -        | 1月23日         | 3.8%   |
| 10   | 燃える地平線                   | タイタン星人（演：井口義亮）                                      | 上原正三   | 佐藤静夫   | -        | 1月30日         | 5.7%   |
| 11   | ジャンボ星人対ジャイアント仮面 | サザン星人（演：伊藤浩市、声：上田耕一）                          | 佐々木守   | 田村正蔵   | 大木淳   | 2月6日          | 7.8%   |
| 12   | 恐怖のサソリンガ               | ローム星人（演：戸知章二、声：増岡弘） サソリンガ（演：伊奈貫太） | 上原正三   | 田村正蔵   | 大木淳   | 2月13日         | 7.7%   |
| 13   | サソリンガ東京猛襲             | ローム星人（演：戸知章二、声：増岡弘） サソリンガ（演：伊奈貫太） | 上原正三   | 田村正蔵   | 大木淳   | 2月20日         | 7.2%   |
| 14   | 白銀の恐怖                     | ノーマン星人（演：伊奈貫太）                                      | 市川森一   | 山際永三   | 大木淳   | 2月27日         | 8.3%   |
| 15   | 怪奇宇宙菩薩                   | ボルト星人（演：伊奈貫太）                                        | 市川森一   | 山際永三   | 大木淳   | 3月5日          | 9.9%   |
| 16   | 爆発!! シルバーライナー        | モーク星人（演：井口義亮）                                        | 上原正三   | 外山徹     | -        | 3月12日         | 10.7%  |
| 17   | シルバーめくら手裏剣           | モーク星人（演：井口義亮）                                        | 上原正三   | 外山徹     | -        | 3月19日         | 10.6%  |
| 18   | 一撃！シルバー・ハンマー       | エマー星人（演：甲斐武） 怪獣ヤマシロ（演：諏訪竜二）             | 市川森一   | 山本正孝   | -        | 3月26日         | 10.1%  |
| 19   | 逆転 シルバー旋風斬り          | キリー星人 ギラスモン（演：久保田鉄男）                           | 上原正三   | 大木淳     | -        | 4月2日          | 7.6%   |
| 20   | 必殺!! シルバーミサイル        | インバス星人（演：久保田鉄男）                                    | 市川森一   | 大木淳     | -        | 4月9日          | 7.8%   |
| 21   | シルバー アローがえし          | ガイン星人（演：甲斐武）                                          | 上原正三   | 田村正蔵   | 大木淳   | 4月16日         | 9.0%   |
| 22   | 弾丸!! ミサイルキック          | ゾール星人（演：久保田鉄男）                                      | 上原正三   | 田村正蔵   | 大木淳   | 4月23日         | 9.4%   |
| 23   | 東京を砂漠にしろ!!             | フンドー星人（演：荻原紀）                                        | 市川森一   | 福原博     | 大木淳   | 4月30日         | 7.5%   |
| 24   | 標的はあなた!!                 | バーナー星人（演：荻原紀）                                        | 上原正三   | 福原博     | 大木淳   | 5月7日          | 8.7%   |
| 25   | 輝け!! シルバーレインボー      | アクリオン星人（演：伊奈貫太）                                    | 井上愉味子 | 田村正蔵   | 大木淳   | 5月14日         | 8.2%   |
| 26   | アンドロメダ 2001              | ワイリー星人（演：伊奈貫太）                                      | 上原正三   | 田村正蔵   | 大木淳   | 5月21日         | 9.6%   |

## 放送局
特記の無い限り全て放送時間は日曜 19:00 - 19:30、同時ネット。
- TBS
- 北海道放送[90]
- 青森テレビ[91]
- 岩手放送[91]
- 秋田放送：日曜 10:30 - 11:00 [92]
- 東北放送[91]
- 福島テレビ[91]
- 新潟放送[93]
- 信越放送[94]
- 富山テレビ：月曜 - 金曜 18:00 - 18:30（1973年11月22日から12月27日まで放送）[95]
- 北陸放送[93]
- テレビ山梨[96]
- 静岡放送[96]

- 中部日本放送[96]
- 朝日放送[97]
- 山陰放送[98]
- 山陽放送[99]
- 中国放送[99]
- テレビ高知[100]
- RKB毎日放送[101]
- 長崎放送[101]
- 熊本放送[101]
- 大分放送[102]
- 宮崎放送[103]
- 南日本放送[103]
- 琉球放送[104]

タケダアワー#ネット局の節も参照。

## 映像ソフト化
- 1998年10月25日に全話収録のLD-BOXがビームエンタテインメントより発売された[105]。
- 1999年10月25日に発売トランスワールドエンタテインメント・発売協力ニューライン・販売ビームエンタテインメントより全9巻のVHSが単巻およびボックスで発売された[106][107]。
- 2000年12月10日にVHSと同じ販売布陣で全話収録のDVD-BOXが発売[106][108]。
- 2000年12月21日から2001年1月25日にかけてVHS・DVD-BOXと同じ販売布陣で単品のDVDが発売[106][108][109]。全7巻で1 - 4、5 - 7はそれぞれ同時発売。
- 2006年9月22日に廉価版の全話収録のDVD-BOXが発売。
- 2011年4月22日より廉価版の単品のDVDが発売。全6巻。デジタルウルトラシリーズを手掛けたデジタルウルトラプロジェクトの監修によるリマスターが行われている。キズなどの補修はなされていない[110]。
- 2017年、『甦るヒーローライブラリー』シリーズ第24集としてBlu-rayで発売。VOL.1、2の2巻で全話収録。各巻13話収録。未リマスター処理版で次回予告のテロップは本放送と同じものが収録されている[111] [112]。

## 漫画版
小学館の各刊行誌に独占掲載。連載期間は『別冊少年サンデー』を除き、すべて1972年1月号から同年6月号まで。番組名の変更に伴い、4月号から『シルバー仮面ジャイアント』に改題されている。
- よいこ（作画：森藤嘉宏）
- 幼稚園（作画：林ひさお）
- 小学一年生（作画：江波じょうじ）
- 小学二年生（作画：二階堂旭）
- 小学三年生（作画：五十嵐幸吉）
- 小学四年生（作画：今道英治）
- 小学五年生（作画：江原伸）
- 小学六年生（作画：上山ひろし）
- 小学館BOOK（作画：蛭田充[113]）
- 別冊少年サンデー（作画：蛭田充[113]） - 1972年3月号から同年5月号まで。

## 番宣企画
本放送当時、スポンサーの武田薬品が番組と自社製品の宣伝用に、主題歌「故郷は地球」と松尾ジーナの「わたしハイシーAと申します」を収録したレコードを配布した。

## リメイク作品
- 『シルバー假面』（2006年）
  - 映画によるリメイク作品。
- 『BRAVE STORM ブレイブストーム』（2017年）
  - シルバー仮面とスーパーロボット レッドバロンのリブート実写映画作品。